# Аиџа Беларби
Аиџа Беларби (енгл. Aïcha Belarbi; Сале, 1946) је марокански социолог, активиста за женска права и дипломата.

## Образовање
Рођена је у Салеу 1946. године. Дипломирала је социологију на Универзитету Мохамед V у Рабату. 
Године 1987. је одбранила тезу Traumatisme et ambitions de la jeune fille dans les textes de Maissa Bey et Leila Marouane на Универзитету Париз VIII из женских студија под менторством Нађе Сети.
Активисткиња је Удружења жена медитеранског региона.

## Каријера
Радила је као државна секретарка за спољне послове од 1998. до 2000, задужена за сарадњу. 
Била је амбасадорка у Европској унији од 2000. до 2008. године, предавач и истраживач на Универзитету Мохамед V и стручњак Уједињених нација за питања образовања, рода, културног дијалога и миграције.
Једна је од оснивачица женског одељења Социјалистичке уније народних снага и чланица је њеног националног савета.
Године 2014. је награђена трофејом бранилаца људских права од Амнести интернешенела Мароко за допринос консолидацији и заштити људских права.